# Tiro esportivo nos Jogos Pan-Americanos de 2019 - Fossa olímpica feminino
A categoria da fossa olímpica feminino foi um dos eventos do tiro esportivo nos Jogos Pan-Americanos de 2019, em Lima. Foi disputada nos dias 28 e 29 de julho no Las Palmas Range.

## Calendário
Horário local (UTC-5)
| Data        | Horário | Fase               |
| ----------- | ------- | ------------------ |
| 28 de julho | 09:00   | Qualificação dia 1 |
| 29 de julho | 09:00   | Qualificação dia 2 |
| 29 de julho | 13:00   | Final              |

## Medalhistas
| Ouro   | USA Ashley Carroll    |
| Prata  | USA Rachel Tozier     |
| Bronze | MEX Alejandra Ramírez |

## Resultados

### Qualificação
| ´Pos. | Atiradora         | Nacionalidade      | 1  | 2  | 3  | 4  | 5  | Desempate | Total | Notas |
| ----- | ----------------- | ------------------ | -- | -- | -- | -- | -- | --------- | ----- | ----- |
| 1     | Ashley Carroll    | USA Estados Unidos | 25 | 23 | 24 | 24 | 24 | —         | 120   | Q     |
| 2     | Rachel Tozier     | USA Estados Unidos | 24 | 23 | 24 | 24 | 23 | —         | 118   | Q     |
| 3     | Ana Soto          | GUA Guatemala      | 21 | 22 | 21 | 23 | 23 | —         | 110   | Q     |
| 4     | Stefanie Goetzke  | GUA Guatemala      | 23 | 23 | 22 | 18 | 22 | —         | 108   | Q     |
| 5     | Amanda Chudoba    | CAN Canadá         | 18 | 22 | 22 | 20 | 25 | —         | 107   | Q     |
| 6     | Alejandra Ramírez | MEX México         | 21 | 21 | 21 | 21 | 21 | —         | 105   | Q     |
| 7     | Cinthya Clemenz   | MEX México         | 20 | 21 | 23 | 20 | 18 | —         | 102   |       |
| 8     | Pamela Salman     | CHI Chile          | 22 | 20 | 16 | 19 | 24 | —         | 101   |       |
| 8     | Elizabeth Longley | CAN Canadá         | 21 | 21 | 22 | 17 | 20 | —         | 101   |       |
| 10    | Ana Latorre       | PUR Porto Rico     | 18 | 20 | 18 | 22 | 18 | —         | 96    |       |
| 11    | Paola Sola        | PUR Porto Rico     | 20 | 20 | 19 | 17 | 19 | —         | 95    |       |
| 12    | Janice Teixeira   | BRA Brasil         | 15 | 23 | 19 | 18 | 19 | —         | 94    |       |
| 13    | Daniela Pacheco   | PER Peru           | 19 | 16 | 19 | 17 | 17 | —         | 88    |       |
| 14    | Madeleine Velasco | BOL Bolívia        | 20 | 16 | 17 | 16 | 17 | —         | 86    |       |

### Final
| Pos.              | Atirador          | Nacionalidade      | Pontos | Pratos | Notas |
| ----------------- | ----------------- | ------------------ | ------ | ------ | ----- |
| Medalha de ouro   | Ashley Carroll    | USA Estados Unidos | 40     | 50     |       |
| Medalha de prata  | Rachel Tozier     | USA Estados Unidos | 37     | 50     |       |
| Medalha de bronze | Alejandra Ramírez | MEX México         | 26     | 40     |       |
| 4                 | Ana Soto          | GUA Guatemala      | 21     | 35     |       |
| 5                 | Stefanie Goetzke  | GUA Guatemala      | 18     | 30     |       |
| 6                 | Amanda Chudoba    | CAN Canadá         | 11     | 25     |       |